# Guillaume Dufay
Guillaume Dufay (kiejtése kb. „gijom düfáj v. düfé”; Beersel, 1400 kb. – Cambrai, 1474. november 27.) a 15. század legjelentősebb francia zeneszerzője. Baráti viszonyt ápolt a kor másik két jeles komponistájával, Johannes Ockeghemmel és Josquin des Prez-vel.

## Élete
Dufay az észak-francia Cambrai város közelében született, valószínűleg flamand-vallon származású volt. 1409-től a város templomában volt kórista fiú, majd 1413–14-ben ugyanott klerikus (káplán) volt. Tanára valószínűleg Richard Loqueville, a neves zeneszerző volt.
Felnőtt zenészként, zeneszerzőként Európa számos országában élt. 1420–1426 tájékén a Malatesták udvarában volt alkalmazásban Riminiben és Pesaróban, ahol ünnepi miséket, dómszentelési éneket írt. 1427-ben Bolognából írt egy levelet, itt szentelték pappá. 1428-tól 1433-ig és 1435-től 1437-ig a római pápai kórusban énekelt. Itt írta IV. Jenő pápa megválasztása alkalmából ötszólamú Ecclesia militantis című motettáját. Rómában születtek Sanctus papale és Supremum est című darabjai, a második római időszakban pedig a firenzei dóm felszentelésére készült a zenetörténeti jelentőségű, négyszólamú Nuper rosarum flores. A két római szakasz között Savoyai Lajos karmestere volt, közben hosszabb időre hazalátogatott (többek között cambrai kanonoki kinevezése előkészítése céljából is). Savoyában szerezte Magnanimae gentis című motettáját, és mindemellett a bolognai egyetemen jogi bakkalaureátust szerzett. 1436-ban nevezték ki Cambrai kanonokává (IV. Jenő pápa és Jó Fülöp burgundi herceg támogatásával), és emellett Monsban is kanonok lett.
1449-ben ismerkedett meg Gilles Binchois-val, a kor másik neves zeneszerzőjével, és kettőjüket az „új művészet” mestereiként említi Martin le Franc költő. Dufay a burgundiai udvar vezető zeneszerzője lett, a herceg udvari kápláni, illetve énekesi címet adományozott neki. Az udvarban a kor legjobb zenészeivel és énekeseivel dolgozhatott együtt. A fiatal zenészek mesterüknek tekintették, sorra látogatták Cambraiban és fejezték ki hódolatukat (Morton, Ghizeghem, Compère, Tinctoris és mások). Az ő szemükben Dufay a „Lumen totius musicae” volt, Johannes Tinctoris pedig 1477-ben kijelentette, hogy „csak 40 éve óta érdemes zenét hallgatni”, azaz Dufay és az „új művészet” létrejötte óta.

## Zenéje
Dufay zenéje az ars nova, a késő középkori francia hagyományok és itáliai utazásai alatt megismert korai reneszánsz stílus szintéziséből született, de hatott rá az akkoriban Burgundiában tartózkodó John Dunstable természetes és humanisztikus stílusa is. Ahogy már kortársai is látták, ő volt az új zenei stílus képviselője. Legfontosabb műfaja az ötrészes, polifonikus mise volt, amelyekben a liturgikus témák mellett világiakat is felhasznált. Sok világi művet is írt, rondókat, chansonokat.

## Hallgassuk meg!
Dufay chansonja